# Statesville
Statesville és una població dels Estats Units i seu del comtat d'Iredell a l'estat de Carolina del Nord. Segons el cens del Plantilla:Cens dels Estats Units del 2000y tenia 23.320 habitants.

## Demografia
Segons el cens del 2000, Statesville tenia 23.320 habitants, 9.338 habitatges i 5.957 famílies. La densitat de població era de 438,6 habitants per km².
Dels 9.338 habitatges en un 28,1% hi vivien nens de menys de 18 anys, en un 41,7% hi vivien parelles casades, en un 17,9% dones solteres, i en un 36,2% no eren unitats familiars. En el 31,4% dels habitatges hi vivien persones soles el 12,7% de les quals corresponia a persones de 65 anys o més que vivien soles. El nombre mitjà de persones vivint en cada habitatge era de 2,39 i el nombre mitjà de persones que vivien en cada família era de 2,99.
Per edats la població es repartia de la següent manera: un 24,4% tenia menys de 18 anys, un 8,7% entre 18 i 24, un 28% entre 25 i 44, un 21,4% de 45 a 60 i un 17,4% 65 anys o més.
L'edat mediana era de 37 anys. Per cada 100 dones de 18 o més anys hi havia 82 homes.
La renda mediana per habitatge era de 31.925 $ i la renda mediana per família de 41.694 $. Els homes tenien una renda mediana de 31.255 $ mentre que les dones 22.490 $. La renda per capita de la població era de 19.328 $. Entorn del 12,7% de les famílies i el 16,1% de la població estaven per davall del llindar de pobresa.

## Poblacions més properes
El següent diagrama mostra les poblacions més properes.